# Kateřina Anna Kraus-Vranická
Kateřina Anna Kraus-Vranická, v německém prostředí jako Katharina Anna Kraus-Wranitzky (27. srpna 1801, podle jiných zdrojů uváděn chybný rok 1798, zámek Jezeří v Jezeří – 23. června 1851 ve Wiesbadenu) byla česko-rakouská operní a koncertní pěvkyně - sopranistka.

## Život

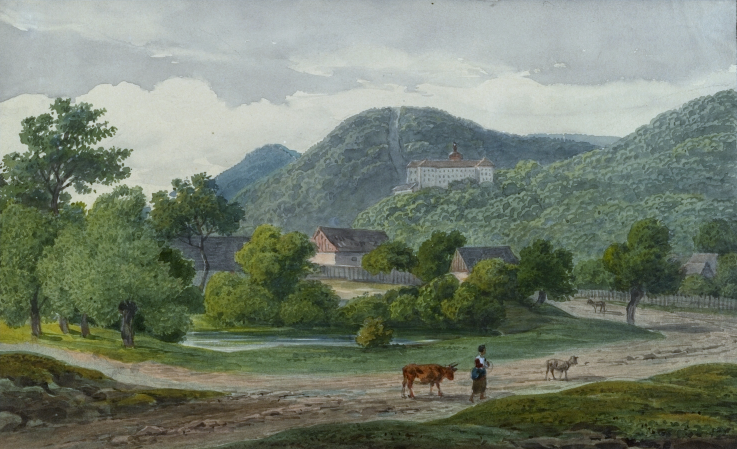
Antonín Mánes, zámek Jezeří v roce 1814, v době dětství Vranických

Narodila se na lobkovickém zámku Jezeří jako jedno ze čtyř dětí českého skladatele a houslisty Antonína Vranického. Spolu se svou starší sestrou Karolínou (17. ledna 1795 , Vídeň – 4. září 1872, Berlín) vyrůstala na Jezeří společně s dětmi knížete Františka Josefa Maxmiliána z Lobkovic a také získala stejné vzdělání.
Měla také dva bratry Antonína, který byl poději houslistou v orchestru dvorního divadla ve Vídni, a Friedricha, který byl violoncellistou tamtéž.
Během letních měsíců rodina Vranických žila v Čechách na Jezeří a na zámku v Roudnici nad Labem a v zimě v knížecím Lobkovickém paláci ve Vídni. Kníže měl vlastní dvorní orchestr, ale také domácí divadlo, kde se hrály zpěvohry (singspiel), takže se ona obě sestry už jako děti a dospívající dívky setkaly s vytříbenou hudbou. Setkaly se tak mimo jiné s uměním Girolama Crescentiniho, Liboniho, Giovanniho Battisty Vellutiho a Antonia Salieriho, kteří v té době působili ve Vídni.
První lekce zpěvu získala od svého otce a také od Josepha Weigla a Vojtěcha Jírovce a již tehdy projevovala svůj vynikající talent tím, že se bez námahy naučila číst noty, rychle chápala i ty nejobtížnější pasáže a dokázala je interpretovat. Joseph Weigl pro ni složil operu Die Nachtigall und der Rabe (Slavík a havran, 1818) a Vojtěch Jírovec operu Aladin oder Das Notwendige und das Überflüssige (Aladin aneb Nutné a zbytečné), která měla premiéru 30. června 1819 ve vídeňském divadle U Korutanské brány. Její další hlasový výcvik vedl v letech 1812 až 1816 Antonio Salieri. Kromě talentu pro zpěv se projevoval i její sklon k jevištnímu umění.
V 16 letech již vystupovala ve Vídni na veřejných koncertech pořádaných jejím otcem a bratry. Zpívala také 10. listopadu 1816 u příležitosti svatby císaře Františka I. s princeznou Karolínou Augustou Bavorskou (1792–1873), dcerou krále Maxmiliána I. Josefa. Za to obdržela dar 1600 dukátů a jako první byla jmenována dvorní zpěvačkou.
V roce 1819 byla povolána ke královskému saskému dvoru v Drážďanech, aby vystoupila na svatbě saského prince Bedřicha Augusta II. s arcivévodkyní Marií Karolínou.
Anna Vranická se v říjnu 1820 provdala za diplomata Antona Krause a krátce po svatbě odcestovali do Itálie, kde navštívili Girolama Crescentiniho, Giovanniho Battistu Peruchiniho (1784–1870) a Carla Magnelliho, aby dále rozvíjela svůj zpěv.
V roce 1823 byla pozvána k vystoupení na koncertech v Gewandhausu v Lipsku a zůstala tam i následující rok. Poté podnikla rozsáhlé turné do Prahy, Mnichova (září), Frankfurtu nad Mohanem (říjen) a Hannoveru (prosinec). V únoru 1825 se vrátila do Vídně. Na podzim roku 1826 se znovu vydala na cesty, které ji zavedly do Stuttgartu, Mannheimu (listopad a prosinec 1826), Hamburku (leden 1827), Berlína (září 1827), Brém (květen 1828) a Lipska (srpen 1828). Od října 1828 do dubna 1829 vystupovala v Městském divadle v Hamburku a 15. ledna 1829 zpívala roli Rezie v premiéře Weberova Oberona. V zimě 1829/1830 znovu vystupovala v Hamburku a od prosince 1831 do ledna 1832 hostovala v Drážďanech, od března do května 1832 ve Frankfurtu nad Mohanem a od dubna do května 1833 v Mnichově.
Vystupovala na dvorních koncertech a v roce 1834 ve Vídni, načež si získala angažmá ve dvorním v divadle U Korutanské brány.
V roce 1835 působila ve Vídni v řadě hostujících rolí, mimo jiné v dílech Vincenza Belliniho.
Její poslední vystoupení se odehrálo na Dolnorýnském písňovém festivalu v Cáchách o Letnicích roku 1837, kdy pod vedením Ferdinanda Riese zpívala první ženskou roli v Händelově oratoriu Belshazzar. Poté se kvůli výchově svých dcer stáhla z uměleckého života a odešla na odpočinek.

## Role (výběr)
- Giulia v opeře Vestálky od Gaspare Spontiniho
- Sophie v opeře Sargines od Ferdinanda Paëra
- Princezna z Navarry v opeře Jean de Paris od Françoise-Adriena Boieldieu
- Myrrha v opeře Das unterbrochene Opferfest od Petera von Wintera
- Fanchon v opeře Fanchon das Leiermädchen od Friedricha Heinricha Himmela
- Rosina v opeře Lazebník sevillský od Gioachina Rossiniho
- Susanna ve Figarově svatbě od Wolfganga Amadea Mozarta
- Konstanze v Únosu ze serailu od Wolfganga Amadea Mozarta
- Agathe v Čarostřelci od Carla Maria von Webera
- Anna v opeře Bílá paní od Françoise-Adriena Boieldieu
- Elvia v opeře Němá z Portici od Daniela-Françoise Aubera
- Desdemona v opeře Otello od Gioachina Rossiniho
- Angelina v opeře Popelka od Gioachina Rossiniho
- Ninetta v opeře Straka zlodějka od Gioachina Rossiniho
- Norma v opeře Norma od Vincenza Belliniho
- Ifigenie
- Médea